# Southern (Bahnbetriebsgesellschaft)
Southern ist eine ehemalige britische Bahnbetriebsgesellschaft und heute eine Marke von Govia Thameslink Railway. Das Tochterunternehmen von Govia, einem Joint-Venture der Go-Ahead Group und von Keolis, betrieb von 2001 bis 2015 das Franchise South Central und von 2008 bis 2015 den Gatwick Express. Seit der Zusammenlegung der Netze Thameslink, Southern und Great Northern tritt Southern lediglich als Markenname auf.
Das Streckennetz reicht von den Londoner Bahnhöfen Victoria und London Bridge in die südlich angrenzenden Grafschaften Surrey und Sussex reicht.
Die Gesellschaft nannte sich offiziell New Southern Railway Ltd. Nach der Übernahme der Konzession von Connex South Central im Oktober 2000 trat sie zunächst unter dem Markennamen South Central auf. Am 30. Mai 2004 erfolgte eine Umbenennung; seither tritt die Gesellschaft als Southern in Erscheinung. Damit soll an die ehemalige Southern Railway erinnert werden, die in der Zeit der Sektorisierung von 1923 bis 1947 bestand und in der gleichen Region tätig war.
Ab Juni 2008 ist Southern für den Betrieb des Gatwick Express zwischen dem Bahnhof London Victoria und dem Flughafen Gatwick verantwortlich und bietet während der Hauptverkehrszeit zusätzliche Schnellzüge von und nach Brighton an.
Das Netz Southern wird seit 2016 von erheblichen Betriebsstörungen geplagt, welche teilweise auf einen Konflikt mit Gewerkschaften, teilweise auch auf einen Mangel an qualifizierten Triebfahrzeugführern zurückzuführen ist. Der Fahrgastverband Association of British Commuters hat Anfang 2017 den Rechtsweg gegen das Department for Transport beschritten, um zu klären, ob das Verkehrsministerium eine Pflicht zum Eingreifen missachtet hat.

## Strecken
Züge von Southern verkehren auf Nahverkehrsstrecken im Süden von London und in den Grafschaften Surrey und Sussex sowie auf folgenden Hauptstrecken:
- Brighton Main Line: London Victoria/London Bridge – Brighton
- East Coastway Line: Brighton – Eastbourne – Hastings
- Sutton & Mole Valley Lines: London Victoria/London Bridge – Sutton – Dorking – Horsham oder Guildford
- West Coastway Line: Brighton – Portsmouth oder Southampton
- West London Line: Clapham Junction – Watford Junction

## Rollmaterial
| Baureihe   | Bild      | Typ                       | V/max    | Personen- wagen | Anzahl | Baujahr   |
| ---------- | --------- | ------------------------- | -------- | --------------- | ------ | --------- |
| Klasse 73  |           | Elektro-Diesel Lokomotive | 145 km/h |                 | 1      | 1965–1967 |
| Klasse 171 |           | Triebwagen (Diesel)       | 160 km/h | 171/2 - 2       | 2      | 2003–2004 |
| Klasse 171 | 171/4 - 4 | Triebwagen (Diesel)       | 160 km/h | 2               |        | 2003–2004 |
| Klasse 171 | 171/7 - 2 | Triebwagen (Diesel)       | 160 km/h | 10              |        | 2003–2004 |
| Klasse 171 | 171/8 - 4 | Triebwagen (Diesel)       | 160 km/h | 6               |        | 2003–2004 |
| Klasse 171 |           |                           |          |                 |        |           |
| Klasse 313 |           | Triebwagen (Elektro)      | 120 km/h | 3               | 19     | 1976–1977 |
| Klasse 377 |           | Triebwagen (Elektro)      | 160 km/h | 377/1 - 4       | 64     | 2002–2014 |
| Klasse 377 | 377/2 - 4 | Triebwagen (Elektro)      | 160 km/h | 6               |        | 2002–2014 |
| Klasse 377 | 377/3 - 3 | Triebwagen (Elektro)      | 160 km/h | 28              |        | 2002–2014 |
| Klasse 377 | 377/4 - 4 | Triebwagen (Elektro)      | 160 km/h | 75              |        | 2002–2014 |
| Klasse 377 | 377/6 - 5 | Triebwagen (Elektro)      | 160 km/h | 26              |        | 2002–2014 |
| Klasse 377 | 377/7 - 5 | Triebwagen (Elektro)      | 160 km/h | 8               |        | 2002–2014 |
| Klasse 377 |           |                           |          |                 |        |           |
| Klasse 442 |           | Triebwagen (Elektro)      | 160 km/h | 5               | 6      | 1988–1989 |
| Klasse 442 |           |                           |          |                 |        |           |
| Klasse 455 |           | Triebwagen (Elektro)      | 120 km/h | 4               | 46     | 1982–1984 |
| Klasse 387 |           | Triebwagen (Elektro)      | 177 km/h | 4               | 27     | 2015      |